# Vyšné Repaše
Vyšné Repaše és un poble i municipi d'Eslovàquia. Es troba a la regió de Prešov, al nord del país.

## Història
La primera referència escrita de la vila data del 1323.

## Demografia
| Godina             | 1994 | 2004    | 2014   | 2024    |
| ------------------ | ---- | ------- | ------ | ------- |
| Nombre de persones | 143  | 115     | 104    | 92      |
| Diferència         |      | −19,58% | −9,56% | −11,53% |

| Godina             | 2023 | 2024   |
| ------------------ | ---- | ------ |
| Nombre de persones | 90   | 92     |
| Diferència         |      | +2,22% |